# Absolute Garbage
Absolute Garbage este un album compilație lansat pe 23 iulie 2007 de formația de rock alternativ Garbage. Compilația cuprinde o selecție a hiturilor lor, un nou single "Tell Me Where It Hurts" și o versiune remixată a piesei "It's All Over But the Crying" de pe Bleed Like Me.
Absolute Garbage a fost lansat în două ediții: standard (un disc) și limited (două discuri).

## Conținut
Ediția standard
1. "Vow" – 4:32
2. "Queer" – 4:37
3. "Only Happy When It Rains" – 3:47
4. "Stupid Girl" – 4:18
5. "Milk" – 3:50
6. "#1 Crush" – 4:45
7. "Push It" – 4:03
8. "I Think I'm Paranoid" – 3:39
9. "Special" – 3:47
10. "When I Grow Up" – 3:24
11. "You Look So Fine" – 5:22
12. "The World Is Not Enough"  – 3:58
13. "Cherry Lips (Go Baby Go!)" – 3:13
14. "Shut Your Mouth" – 3:27
15. "Why Do You Love Me" – 3:53
16. "Bleed Like Me" – 4:01
17. "Tell Me Where It Hurts" – 4:10
18. "It's All Over but the Crying" (Remix) – 3:49

Piesă bonus iTunes
1. "All the Good in This Life" – 4:20

Disc bonus al ediției speciale
1. "The World Is Not Enough" (UNKLE remix) – 5:01
2. "When I Grow Up" (Danny Tenaglia remix) – 5:23
3. "Special" (Brothers in Rhythm remix) – 5:15
4. "Breaking Up the Girl" (Timo Maas remix) – 5:19
5. "Milk" (Massive Attack remix) – 4:31
6. "Cherry Lips" (Roger Sanchez remix) – 5:01
7. "Androgyny" (Felix da Housecat remix) – 5:29
8. "Queer" (Rabbit in the Moon remix) – 5:04
9. "I Think I'm Paranoid" (Crystal Method remix) – 4:25
10. "Stupid Girl" (Todd Terry remix) – 3:47
11. "You Look So Fine" (Fun Lovin' Criminals remix) – 3:38
12. "Push It" (Boom Boom Satellites remix) – 5:22
13. "Bad Boyfriend" (Garbage remix) – 5:04